# Zajęcznik (Góry Izerskie)
Zajęcznik (niem. Hasenberg czy Hasenstein, 595 m n.p.m.) – szczyt w Wysokim Grzbiecie Gór Izerskich.
Położony jest w północnej części Wysokiego Grzbietu, w bocznym ramieniu odchodzącym od Stogu Izerskiego ku północy i północnemu wschodowi. Rozdziela Czerniawę-Zdrój od głównej części Świeradowa-Zdroju. Na zalesionym szczycie Zajęcznika znajduje się stacja przekaźnikowa RTV.
Zbudowany jest ze skał metamorficznych – gnejsów i granitognejsów z wkładkami amfibolitów oraz łupków łyszczykowych, należących do bloku karkonosko-izerskiego, a ściślej jego północno-zachodniej części – metamorfiku izerskiego.
Na zachód od wsi Orłowice, u północnego podnóża Zajęcznika, znajduje się nieczynny kamieniołom „Jerzy”, w którym był eksploatowany łupek serycytowy. Stwierdzono tu także występowanie kasyterytu, jednakże o nieekonomicznie małej zawartości cyny (tzw. złoża pozabilansowe).
Przez Zajęcznik prowadzi szlak turystyczny  zielony z Czerniawy do Świeradowa, przez dawny punkt widokowy na centrum miasta na południowo-wschodnim zboczu Zajęcznika.
W styczniu 2022 na pobliskim wzniesieniu Młynica (653 m n.p.m.) otwarto dla publiczności wieżę widokową konstrukcji stalowej. 